# David Warner
David Warner (Mánchester, 29 de julio de 1941-Londres, 24 de julio de 2022) fue un actor británico, ganador de un premio Emmy. Fue conocido por interpretar frecuentemente en cine y televisión a personajes de naturaleza siniestra y malvada.

## Biografía

### Primeros años
Nació en la ciudad de Mánchester, Inglaterra, de una relación fuera del matrimonio y en su cuidado se alternaban su madre y su padre. Su padre era un judío de ascendencia rusa. El actor estudió en la escuela dramática inglesa Real Academia de Arte Dramático (RADA).

### Carrera artística
Debutó en 1962, en un pequeño papel en la obra de Shakespeare Sueño de una noche de verano, dirigida por Tony Richardson para la English Stage Company.
Posteriormente se unió a la prestigiosa Royal Shakespeare Company, donde fue aclamado por sus papeles en Hamlet y Enrique VI. En 1963 debutó en el cine en la película Tom Jones, y en 1965 interpretó al rey en la producción de la BBC Henry VI of England, del ciclo de Shakespeare “La guerra de las rosas”.
Otra ocasión señalada en televisión lo llevó a trabajar junto a Bob Dylan, cuando este iniciaba su carrera, en 1963, en la obra The Madhouse on Castle Street. Un paso importante en su trayectoria fue el papel protagonista en Morgan: A Suitable Case For Treatment (1966), que inauguró su reputación de actor especializado en roles peculiares de villano. Apareció asimismo en La profecía (1976), junto a Gregory Peck, como el desgraciado fotógrafo de prensa Keith Jennings.
Desde entonces realizó papeles de villano en filmes como The Thirty Nine Steps (1978), Pasajeros del tiempo (1979), Los héroes del tiempo (1981) y Tron (1982), y en series de televisión como Batman: The Animated Series en el papel de "Ra's Al Ghul", el científico anti-mutante Herbert Landon en Spider-Man: The Animated Series, así como "Alpha" en la serie inspirada en Men in Black, y en las series Gargoyles, de la factoría Disney, y ¡Fenomenoide!
También actuó en Perros de paja (1971) y como Bob Crachit en el telefilme de 1984 sobre A Christmas Carol, de Dickens. Ha incorporado además a un criminal de guerra nazi en SS - Portrait in Evil, y en la miniserie de televisión Holocausto.
Igualmente trabajó en las películas: Star Trek V: La última frontera, Star Trek VI: Aquel país desconocido, Las Tortugas Ninja II (1991), Titanic (la tercera vez que apareció en una película sobre el desastre del Titanic), Scream 2, y más recientemente en la serie Hornblower. Apareció en tres episodios de Twin Peaks (1991).
Entre sus papeles de “hombre bueno” cabe destacar al pintoresco predicador de La balada de Cable Hogue, de Sam Peckinpah, y sus papeles en Babylon 5 y en Star Trek VI: The Undiscovered Country. Interpretó al simpático capitán Kiesel en la película de Sam Peckinpah La cruz de hierro. En un episodio de Lois & Clark hizo del padre de Superman. También hizo de buena persona, como el Dr. Richard Madden, en Necronomicon: Book of the Dead (1994). En 2001, en El planeta de los simios de Tim Burton interpretó al senador Sandar, que no era maligno pero sí severo.
Otras facetas de Warner: actor de radio: Sympathy for the Devil (2003), Sapphire & Steel Nebulous (2005); voz en videojuegos: Baldur's Gate II: Shadows of Amn, Fallout y Kingdom Hearts II.
En la serie animada The Grim Adventures of Billy & Mandy, hace la voz del demonio Nergal.
El 30 de octubre de 2005, subió al escenario del Old Vic de Londres, en la obra Night Sky.
En 1981 le fue concedido un premio Emmy, al mejor actor de reparto, por su trabajo en la serie Masada.

## Fallecimiento
Falleció el 24 de julio de 2022 a los ochenta años debido a un cáncer no especificado.
Estuvo  casado dos veces: con Harriet Lidgren, desde 1969 hasta 1972, y con Sheilah Kent, desde 1979 hasta 2002. Tuvo un hijo.

## Filmografía

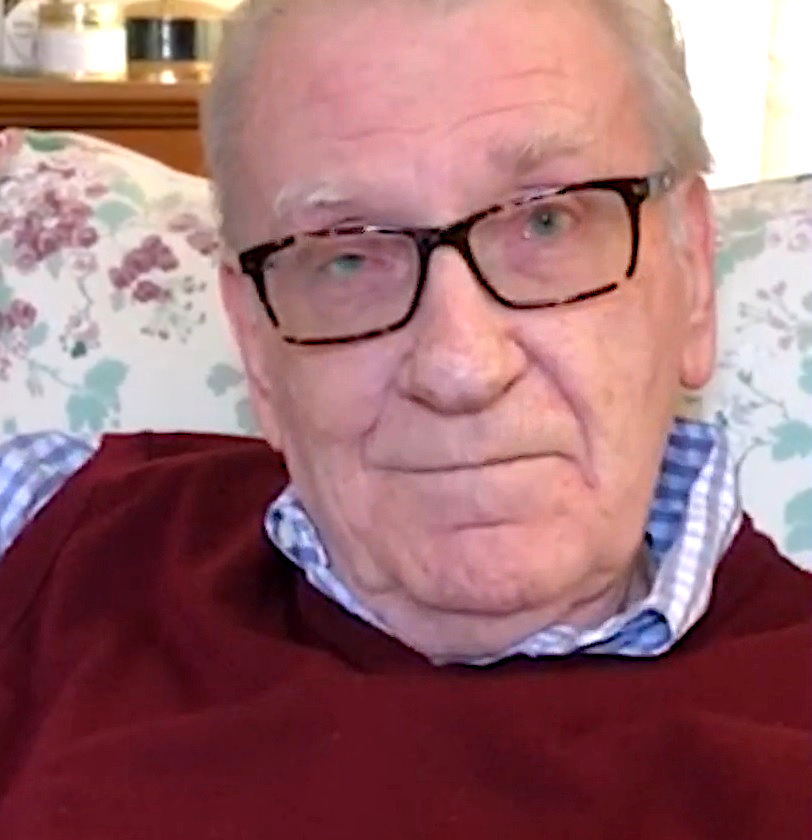
David Warner, en 2019.

- 1963: Tom Jones, con Albert Finney y Lynn Redgrave
- 1966: Morgan, un caso clínico (Morgan, a Suitable Case for Treatment), con Vanessa Redgrave
- 1967: A Deadly Affair, con James Mason, Maximilian Schell
- 1968: The Bofors Gun, con Ian Holm
- 1968: Work Is a Four Letter Word, con Cilla Black
- 1968: Sueño de una noche de verano, con Diana Rigg, Helen Mirren
- 1968: The Fixer, con Alan Bates, Dirk Bogarde
- 1968: The Sea Gull, con James Mason, Simone Signoret
- 1968: Man on Horseback, con Anita Pallenberg, Keith Richards
- 1970: Perfect Friday, con Ursula Andress
- 1970: La balada de Cable Hogue, con Jason Robards, Stella Stevens
- 1971: Perros de paja (Straw Dogs), con Dustin Hoffman
- 1973: A Doll's House, con Jane Fonda, Edward Fox
- 1973: From Beyond the Grave, con Peter Cushing
- 1976: La profecía, con Gregory Peck, Lee Remick
- 1977: Providence, con Dirk Bogarde, Ellen Burstyn
- 1977: Silver Bears, con Michael Caine, Jay Leno
- 1977: The Disappearance, con Donald Sutherland, John Hurt
- 1977: La cruz de hierro con James Coburn, Maximilian Schell, Klaus Löwitsch
- 1978: 39 escalones, con Robert Powell, John Mills
- 1979: Los pasajeros del tiempo, con Malcolm McDowell, Kent Williams
- 1979: S.O.S. Titanic, con Cloris Leachman, Ian Holm, Helen Mirren
- 1980: The Island, con Michael Caine
- 1981: Los héroes del tiempo, con John Cleese, Sean Connery
- 1982: Faerie Tale Theatre, con Tim Burton, Ellen Barkin
- 1982: Tron, con Jeff Bridges, Bruce Boxleitner
- 1983: The Man with Two Brains, con Steve Martin, Kathleen Turner
- 1984: Canción de Navidad, con George C. Scott,.
- 1984: Frankenstein, con Carrie Fisher, Robert Powell
- 1984: En compañía de lobos, con Angela Lansbury
- 1985: Hitler's S.S.: Portrait in Evil, con Bill Nighy, John Shea
- 1987: Desperado, con Pernell Roberts
- 1988: Hansel y Gretel,[3] al lado de Cloris Leachman
- 1988: Spies, Lies and Alibis o Spies Inc., con Alice Krige
- 1988: The Office Party, con Kate Vernon
- 1988: Hanna's War, con Ellen Burstyn
- 1988: Mr. North, con Robert Mitchum, Lauren Bacall, Anjelica Huston
- 1989: Silent Night, con Nastassja Kinski
- 1989: Perry Mason: The Case of the Poisoned Pen, con Raymond Burr
- 1989: Star Trek V: The Final Frontier, con William Shatner
- 1991: Tío Vania, con Ian Holm, Mary Elizabeth Mastrantonio
- 1991: Blue Tornado, con Dirk Benedict, Patsy Kensit
- 1991: Teenage Mutant Ninja Turtles II: The Secret of the Ooze
- 1991: Cast a Deadly Spell, con Fred Ward, Julianne Moore
- 1991: Star Trek VI: The Undiscovered Country, con Leonard Nimoy
- 1992: The House on Sycamore Street, con Dick van Dyke, George Hamilton
- 1992: Return to the Lost World, con John Rhys-Davies
- 1993: Body Bags, con John Carpenter, Stacy Keach
- 1994: Necronomicon: Book of the Dead, con Richard Lynch, Belinda Bauer
- 1994: Tryst, con Bárbara Carrera, Louise Fletcher
- 1995: Zoya, con Melissa Gilbert, Diana Rigg
- 1995: Ice Cream Man, con Jan-Michael Vincent
- 1995: Felony, con Jeffrey Combs
- 1995: In the Mouth of Madness, con Sam Neill, Charlton Heston
- 1995: The Leading Man, con Jon Bon Jovi, Diana Quick
- 1995: Naked Souls, con Pamela Anderson, Brian Krause
- 1996: El señor de las bestias 3. El ojo de Braxus con Marc Singer y Casper Van Dien
- 1996: Rasputin, con Alan Rickman, Greta Scacchi, Ian McKellen
- 1996: Seven Servants, con Daryush Shokof
- 1997: Scream 2, con Neve Campbell
- 1997: Titanic con Leonardo DiCaprio, Kate Winslet
- 1997: La gran aventura de Winnie the Pooh como Narrador
- 1999: Shergar, con Ian Holm, Mickey Rourke
- 1999: Wing Commander, con Freddie Prinze jr., Jürgen Prochnow
- 2000: Cinderella, con Kathleen Turner, Jane Birkin
- 2000: In the Beginning, TV, con Martin Landau, Jacqueline Bisset
- 2001: El planeta de los simios, con Mark Wahlberg, Tim Roth, Charlton Heston
- 2001: Superstition, con Charlotte Rampling
- 2004: Ladies in Lavender, con Judi Dench, Maggie Smith
- 2004: Avatar, con Joan Chen
- 2004: Conviction, con William Ash
- 2004: Marple: 4.50 from Paddington, TV, con Geraldine McEwan
- 2005: The League of Gentlemen's Apocalypse, con Jeremy Dyson
- 2006: Sweeney Todd, TV, con Ray Winstone
- 2010: Black Death, con Sean Bean y Eddie Redmayne
- 2018: El regreso de Mary Poppins, con Emily Blunt, Ben Whishaw.

### Series
- 1978: Holocausto, con Meryl Streep, Ian Holm
- 1981: Masada, con Peter O'Toole, Peter Strauss
- 1982: Marco Polo, con Anne Bancroft
- 1991: Twin Peaks
- 1993: Wild Palms, con James Belushi
- 1993: Star Trek (como Gul Madred)
- 1994: Babylon 5: Episodio "El Grial"
- 2003: Battle Force: Andromeda, con Jennifer Lien
- 2008: Wallander: Como el padre de Kurt Wallander Capítulo 1(Kenneth Branagh)
- 2013: Doctor Who: Como Profesor Grisenko en La Guerra Fría
- 2013: Penny Dreadful: Como profesor Van Helsing.